# 1988 VT2
1988 VT2 är en asteroid i huvudbältet som upptäcktes den 8 november 1988 av de båda japanska astronomerna Seiji Ueda och Hiroshi Kaneda i Kushiro.
Asteroiden har en diameter på ungefär 6 kilometer och den tillhör asteroidgruppen Nysa.